# Баритон (Мичиген)
Баритон (енгл. Barryton) град је у америчкој савезној држави Мичиген.

## Демографија
По попису из 2010. године број становника је 355, што је 26 (-6,8%) становника мање него 2000. године.
| Група             | 2000.       | 2010.       |
| Белци             | 360 (94,5%) | 348 (98,0%) |
| Афроамериканци    | 7 (1,8%)    | 1 (0,3%)    |
| Азијати           | 0 (0,0%)    | 1 (0,3%)    |
| Хиспаноамериканци | 6 (1,6%)    | 2 (0,6%)    |
| Укупно            | 381         | 355         |